# Племићко гнијездо
„Племићко гнијездо” је југословенски ТВ филм из 1965. године. Режирао га је Даниел Марушић а сценарио је написан по делу Ивана Тургенева.

## Улоге
| Глумац          | Улога |
| --------------- | ----- |
| Хелена Буљан    |       |
| Емил Кутијаро   |       |
| Мише Мартиновић |       |